# Ficção jurídica
Ficção jurídica (do latim Fictio iuris) é um conceito criado pela doutrina do Direito para explicar situações que aparentemente são contrárias à própria lei, mas que precisam de soluções lógicas, satisfazendo os interesses da sociedade.
Rudolf von Jhering definiu a ficção jurídica como uma "mentira técnica consagrada pela necessidade".